# درغاه شيخان (بوئين)
درغاه شیخان (بالفارسية: درگاه شیخان) هي قرية تقع في إيران في قسم بوئین الريفي. يقدر عدد سكانها بـ 91 نسمة بحسب إحصاء 2016.